# 오버워치의 게임 방식
이 문서는 오버워치의 게임 방식에 대해 다룬다.

## 기초
오버워치는 각각 6명으로 구성된 2개의 반대 팀과의 분대 기반 전투를 특징으로 한다.

### 캐릭터 역할
- 공격: 공격형 캐릭터다.
- 돌격: 돌격형 캐릭터로, 팀 앞쪽에서 싸운다.
- 지원: 팀원 치유가 가능한 캐릭터다.

### 전장 유형
《오버워치》의 전장은 종류가 다음과 같이 나뉜다. 유형에 따라 승리 조건이 다르다.
- 점령: 공격팀은 제한 시간 내에 거점 두 군데를 연속해서 점령해야 하고, 수비팀은 거점을 보호해야 한다.[3][4]
- 호위: 공격팀은 제한 시간 안에 화물을 목표 지점까지 운송해야 하고, 수비팀은 화물을 저지해야 한다. 화물 차량은 공격 팀이 가까이 가면 정해진 경로를 따라 이동하고, 수비 팀이 근처에 있으면 멈춘다. 즉, 서로가 화물 근처에 있지 못하도록 처치해야 한다. 공격 팀이 아무도 화물에 접근하지 않고 일정 시간이 지나면 차량은 경로를 따라 뒤로 이동하기 시작한다. 경로 중간 중간에는 경유지가 있다. 경유지를 지나면 제한 시간이 연장되고 화물이 경유지 뒤로는 이동하지 않게 된다. 경유지는 총 3군데다.[3][4]
- 점령 및 호위: 공격팀은 화물이 있는 거점을 차지한 후 목표 지점까지 호위해야 하며, 수비팀은 이들을 막아야 한다. 거점이 점령될 경우 제한 시간이 연장된다. 규칙은 점령전과 호위전을 준용한다. 화물 경유지는 목적지까지 2군데다.
- 쟁탈: 각 팀은 공동 거점을 먼저 차지하고 점령 수치가 100%가 될 때까지 지켜내야 한다. 탈환중 공격팀이 전멸하면 점령모드와는 다르게 99%라도 처음부터 빼앗아야 한다. 양 팀이 거점 탈환을 끝없이 반복하는 3판 2선승제이다.
- 아케이드
  - 데스매치: 데스매치는 개인전으로, 가장 먼저 30킬을 하는 사람이 승리한다. 제한시간은 10분이다.
  - 팀 데스매치: 팀 데스매치는 가장 먼저 30킬을 하는 팀이 승리한다. 제한시간은 20분이다. 팀은 4대 4이다. 팀 내에서는 캐릭터가 중복될 수 없다.

- 특별 모드
  - 루시우볼: 지원 영웅 루시우의 주먹과 파동만으로 공을 움직여 골을 넣는 축구이다.

오버워치 내 전장은 실제 장소를 본따 만들었다. 처음에 공개된 세 전장("왕의 길", "하나무라", "아누비스 신전")은 각각 런던, 일본, 고대 이집트 유적에서 영감을 받은 것이다.

### 전장
오버워치의 각 전장은 독특한 구조로 구성되어 있으며, 유형에 따라 서로 다른 승리 조건을 가지고 있다.

#### 점령
공격팀은 제한 시간 내에 전장의 두 거점을 연속해서 차지해야 하며, 수비팀은 그 시간이 끝날 때까지 이들을 막아야 한다. 제한시간은 5분이며 A거점은 거점 추가시간이 4분이다. 한 거점이 점령당하면 시간이 연장된다.
- 아누비스 신전 : 고대 이집트의 신전을 배경으로 한다.
- 하나무라 : 일본의 하나무라를 배경으로 한다.
- 볼스카야 인더스트리 : 러시아의 상트페테르부르크에 지어진 공장을 배경으로 한다.
- 호라이즌 달 기지 : 달에 건설된 과학 연구 복합 단지를 배경으로 한다.
- 파리 : 프랑스의 파리를 배경으로 한다. 센강과 파리의 골목이 등장한다.

#### 호위
공격팀은 제한 시간 안에 화물을 목표 지점까지 호위해야 하며, 수비팀은 이들을 막아야 한다. 화물 차량은 공격팀의 누구든지 가까이 가면 정해진 경로를 따라 이동하며, 수비팀이 근처에 있을 경우 '격돌중'이라는 키워드를 띄우며 멈춘다. 공격팀의 플레이어가 일정 시간동안 화물 가까이에 접근하지 않으면, 차량은 경로를 따라 뒤로 이동하기 시작한다. 경유지를 지나면 제한 시간이 연장되고 화물이 경유지 뒤로는 이동하지 않게 된다.
- 감시 기지: 지브롤터 : 지브롤터 해협의 오버워치의 거점이다. 에스코트 규칙에서 공격자는 윈스턴 연구소에서 나와 건물을 통해서 셔틀의 화물을 발사 지점까지 운반한다.
- 도라도 : 멕시코 해안의 거리다. 게임 규칙은 에스코트다. 솜브라의 활동 근거지라고도 한다.
- 66번 국도 : 오버워치 세계관에서는 66번 국도가 그랜드 캐니언에 있다. 솔저: 76이 연관성을 갖고 과거 맥크리는 조직 데드락의 활동 근거지다. 이곳에서 과거 데드락에서 활동하던 맥크리를 레예스가 체포한 곳이다. 리퍼의 대사 중 이 맵과 상호대사가 있고 맥크리 역시 상호대사가 있다.
- 쓰레기촌 : 2017년 8월 21일에 유튜브에 업로드되었다. 호주에 존재하며, 로드호그와 정크렛의 출신/거주지다.
- 리알토 : 오버워치 응징의 날 이벤트와 함께 공개된 전장이다. 리알토는 이탈리아 베네치아에 있으며 실존하는 지역이다. 제한시간은 5분이며 경유지 1은 2분, 경유지 2는 2분이다.
- 하바나 : 오버워치의 남미 맵이다.

#### 점령 및 호위
공격팀은 화물이 있는 거점을 차지한 후 목표 지점까지 호위해야 하며, 수비팀은 이들을 저지해야 한다. 거점이 점령될 경우 제한 시간이 연장된다. 점령 후에는 호위의 규칙과 동일하다.
- 왕의 길 : 영국 런던의 거리이며 점령 및 호위 맵이다.
- 눔바니 : 나이지리아 근처의 가상의 국가다. 국제과학도시에 사람과 옴닉이 조화를 이루며 살고 있다. .스토리가 업데이트되면서 화물안의 건틀릿은 탈론에게 탈취당했고 공항을 지키던 OR15가 둠피스트에게 피해를 받고 공항은 반폐허가 되었다.
- 할리우드 : 미국의 영화 스튜디오이며 점령 및 호위 맵이다.
- 아이헨발데 : 2016년 9월 본섭에 출시되었다. 독일 슈투트가르트 교외에 있는 것으로 설정되어 있다. 2016년 할로윈 데이 이벤트난투인 "정켄슈타인의 복수"에도 활용되었다
- 블리자드 월드 : 블리즈컨 2017에서 공개된 맵이다.  2018년 1월 24일 본서버에 추가되었었다. 전장의 위치는 미국 캘리포니아주의 어바인이고 블리자드 테마파크라고 불리며 워크래프트 시리즈, 하스스톤, 디아블로 시리즈, 스타크래프트 시리즈, 히오스 등 패러디가 들어있다.

#### 쟁탈
각 팀은 공동 거점을 먼저 차지하고 점령 수치가 100%가 될 때까지 지켜내야 한다. 보통 3판 2선승제이고, 경쟁전에서는 5판 3선승제이다. 하지만 4시즌 때 패치되면서 3판 2선승제로 바뀌었다.
- 리장 타워 : 중국의 루청 인터스텔라라는 항공우주기업체가 있는 곳으로 설정되어 있는 맵이다. 학살타워라고도 불린다.
- 일리오스 : 그리스의 산토리니섬이다. 게임 규칙은 컨트롤이다. 다음은 3종류의 맵이 있다.
- 네팔 : 네팔의 무대다. 게임 규칙은 컨트롤이다. 다음은 3종류의 맵이 있다.
- 오아시스 : 이라크에 위치한 과학기술 도시이다. 설정 상 탈론에 들어간 전 오버워치 요원 모이라가 과학부 장관으로 재임하고 있다.
- 부산 : 한국의 부산, 해동용궁사 등을 모티브로 제작된 맵이다. 2018년 9월 12일 본서버에 출시되었다. D.Va는 설정 상 부산의 부대에서 근무 중이다.

#### 투기장
- 탐사 기지: 남극 : 오버워치 최초의 투기장 전장인 탐사 기지: 남극은 2016년 11월 블리즈컨에 공개되어 11월 16일에 패치된 투기장 전장이다. 남극 관측소가 무대이며 메이가 과거에 근무했던 곳이다.
- 검은 숲 : 오버워치 감사제를 통해 추가된 전장이다. 실존하는 지명인 슈바르츠발트의 번역명이다. 오버워치 단편 애니메이션 "마지막 바스티온"에 바스티온이 나온다. 독일 아이헨발데 근교의 검은 숲이며 아이헨발데가 보인다.
- 네크로폴리스 : 오버워치 감사제를 통해 추가된 전장이다.  아누비스 신전 외곽에 위치하고 있고 이집트맵이며 과거 아나의 은신처였던 지역이다.
- 카스티요 : 오버워치 감사제를 통해 추가된 전장이다. 도라도를 모티브로 하였다.

#### 데스매치
데스매치는 개인전 방식이다. 이 모드는 아케이드에 추가되었으며, 데스매치가 나옴과 동시에 데스매치에 최적화되어있는 맵도 출시되었다.
- 샤토 기야르 : 2017년 8월 11일 PTR 서버에 패치된 오버워치 최초의 데스매치 맵인 샤토 기야르다. 과거 이 성은 한동안 버려져 있었으나 위도우메이커가 이 성의 가문을 물려받았다.
- 페트라 : 오버워치 2주년 기념으로 추가된, 요르단의 페트라를 배경으로 한 맵이다.
- 카네자카 : 2020년 12월에 추가된 일본을 배경으로 한 데스매치 맵이다.

#### 깃발 뺏기
- 아유타야 : 기간 한정 모드 '설날 이벤트' 전용 맵이다. 2018년 2월 9일 황금 개의 해 이벤트 당시 추가된 전장이다. 최근에는 아케이드에서도 사용할 수 있게 되었다.
- 부산 : '설날 이벤트 황금 돼지의 해' 이벤트에 부산맵이 깃발 뺏기에 새로 추가되었다.

#### 이벤트

##### 하계스포츠 대회
- 이스타지우 다스 하스 : 기간 한정 모드 '루시우볼' 전용 맵이다. 3:3 모드이며 2016년 하계 올림픽 이벤트이다. 2016년 8월 3일에 시작하여 8월 24일 오전 8시(한국 시간 수준)에 종료되었다.
- 시드니 하버 아레나 : 2017년 하계 올림픽 이벤트 맵이다.
- 부산 스타디움 :  2018년 하계 올림픽 이벤트와 함께 추가된 루시우볼 전용 맵이다.